# Porotrichodendron bertrandii
Porotrichodendron bertrandii là một loài Rêu trong họ Lembophyllaceae. Loài này được (Renauld & Cardot) Broth. miêu tả khoa học đầu tiên năm 1925.